# Augenpad

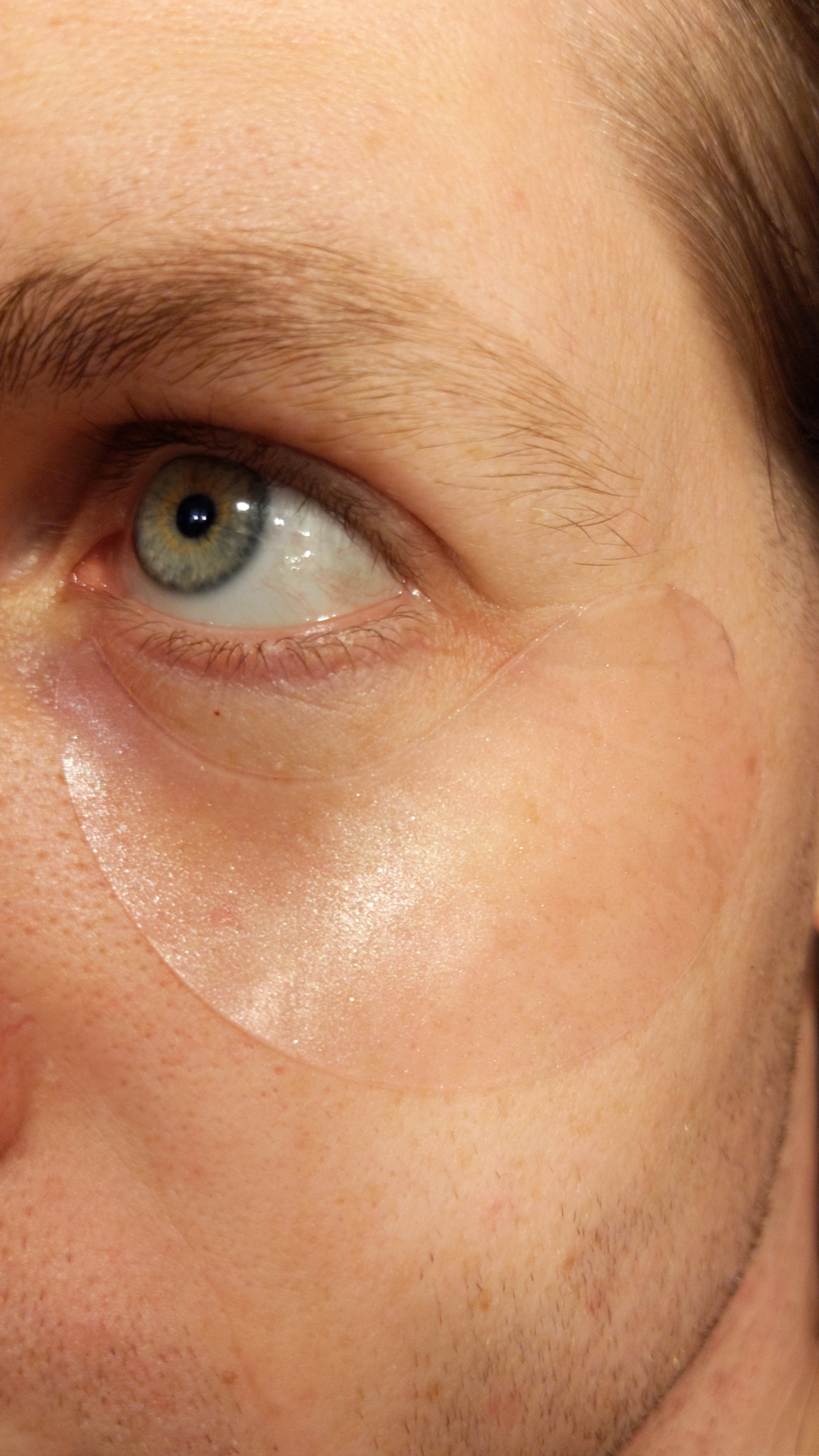
Augenpads werden unter dem Auge platziert.

Augenpads (engl. Eye Patches) sind kosmetische Pads, die die Augenpartie pflegen.

## Anwendung
Die Augenpartie wird gereinigt. Anschließend werden die Augenpads für 10 bis 20 Minuten unter die Augen platziert. Indem die Pads leicht auf die Haut gedrückt werden, wird ein Verrutschen verhindert. Nach dem Entfernen der Augenpads können überschüssige Reste der Augenpads in die Haut massiert werden. Zum Schluss wird eine feuchtigkeitsspendende Creme aufgetragen.

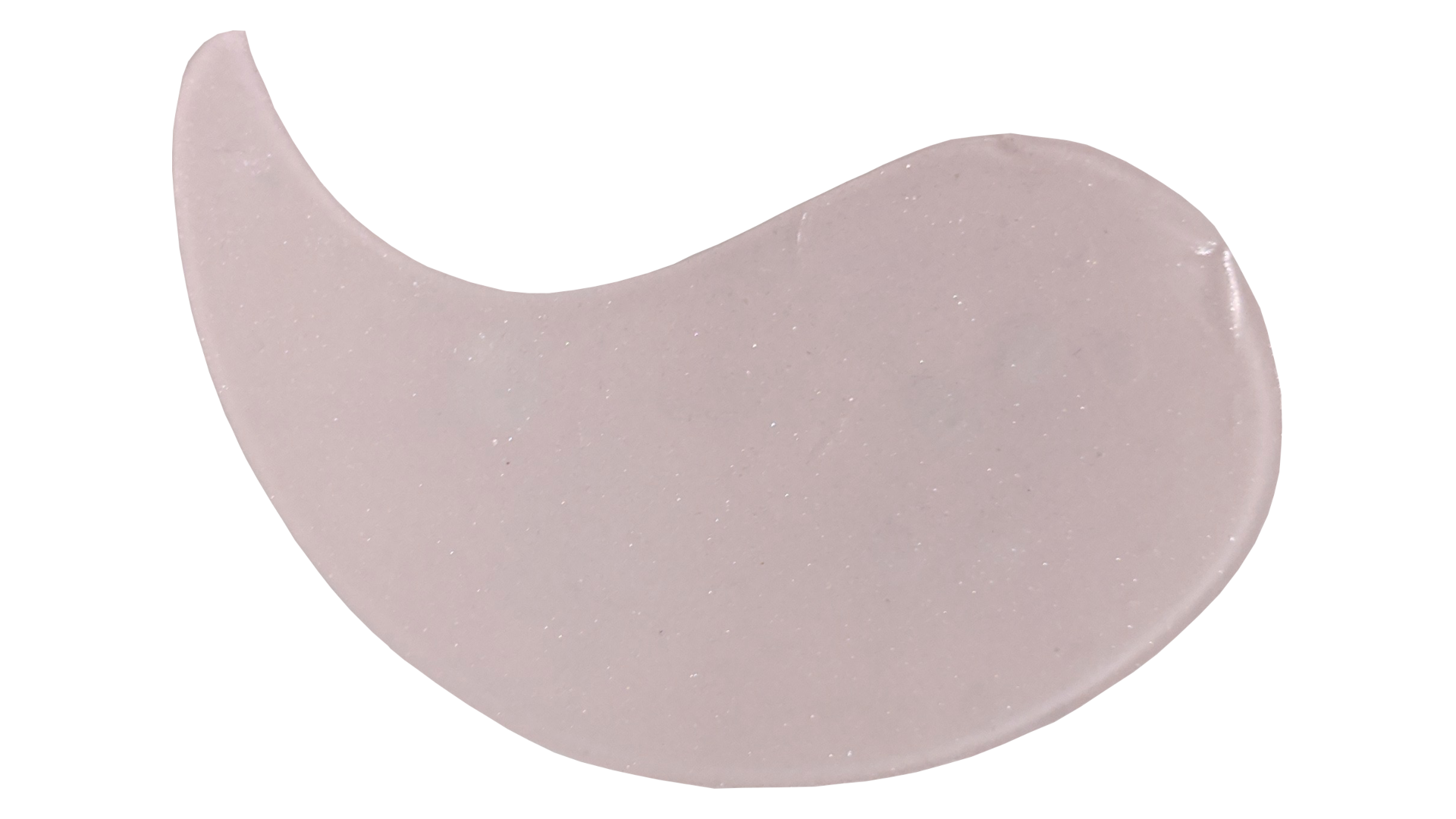
Augenpads pflegen die Augenpartie.

### Arten von Augenpads
Augenpads lassen sich grundsätzlich in zwei Kategorien einteilen: Einmalpads und wiederverwendbare Pads.
Einmalpads bestehen in der Regel aus synthetischen Hydrogel-Materialien oder Cellulose-Verbünden, die mit Wirkstoffen wie Hyaluronsäure, Koffein oder Vitamin C getränkt sind. Sie sind für den einmaligen Gebrauch vorgesehen und werden nach der Anwendung entsorgt. Der Nachteil liegt im vergleichsweise hohen Verpackungsaufwand und der entstehenden Abfallmenge.
Wiederverwendbare Augenpads hingegen bestehen aus langlebigen Materialien und sind für viele Anwendungen konzipiert. Zwei Materialarten haben sich besonders etabliert:
- Silikonpads: Diese bestehen aus medizinischem Silikon und werden in Kombination mit einer Augenpflege angewendet. Sie wirken durch den sogenannten Okklusionseffekt: Die Silikonschicht verschließt die Haut oberflächlich und verhindert das Verdunsten von Feuchtigkeit, wodurch die Wirkstoffe der Pflegeprodukte besser aufgenommen werden.[3] Je nach Hersteller sind Silikonpads etwa 20–30 Mal wiederverwendbar.

- Textilpads: Eine neuere Entwicklung sind Pads aus textilen Materialien mit antibakterieller Beschichtung, etwa mit Silber. Diese Produkte sind besonders leicht, passen sich der Haut an und lassen sich mit jedem Serum kombinieren. Ein Beispiel sind Pads aus versilbertem Textil, die laut Herstellerangaben bis zu 365 Mal verwendet werden können.[4]

## Inhaltsstoffe
Augenpads enthalten Wirkstoffe wie Hyaluronsäure und Kollagen.

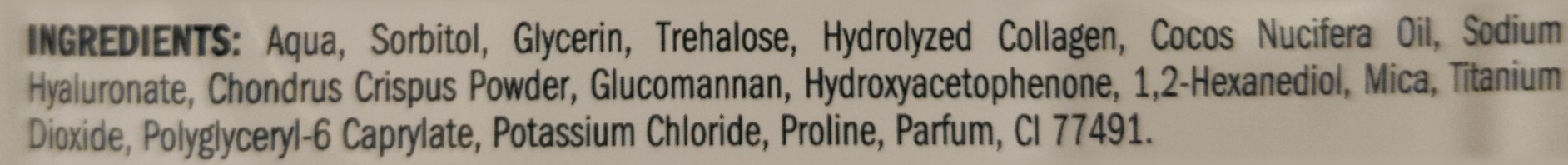
INCI-konforme Angabe eines Augenpads.

## Wirkung
Augenpads wirken kühlend auf der Haut, wodurch Tränensäcke und Augenringe minimiert werden können. Außerdem wird die Haut mit Feuchtigkeit versorgt und der Hautalterung entgegengewirkt. Viele Augenpads nutzen das Prinzip der Okklusion, bei dem eine luft- und feuchtigkeitsundurchlässige Barriere entsteht. Dies erhöht die Wirksamkeit der verwendeten Pflegeprodukte deutlich.